# 癩痢仔
癩痢仔（英語：Lak Lei Tsai），又稱孖排，是香港的一個島嶼，地區行政上屬於西貢區。位於平面洲以南，大癩痢以北，白排以西。
癩痢仔上並沒有居民居住。